# Raigón
Raigón és una localitat de l'Uruguai, ubicada al centre del departament de San José. Es troba a 56 metres sobre el nivell del mar. Té una població aproximada de 2.329 habitants.